# Napoleon (North Dakota)
 For alternative betydninger, se Napoleon (flertydig). (Se også artikler, som begynder med Napoleon)
Napoleon er en amerikansk by og administrativt centrum for det amerikanske county Logan County i staten North Dakota. I 2000 havde byen et indbyggertal på 857.

## Ekstern henvisning
- Napoleons hjemmeside (engelsk)

46°30′17″N 99°46′01″V / 46.5047°N 99.7669°V